# Strypning

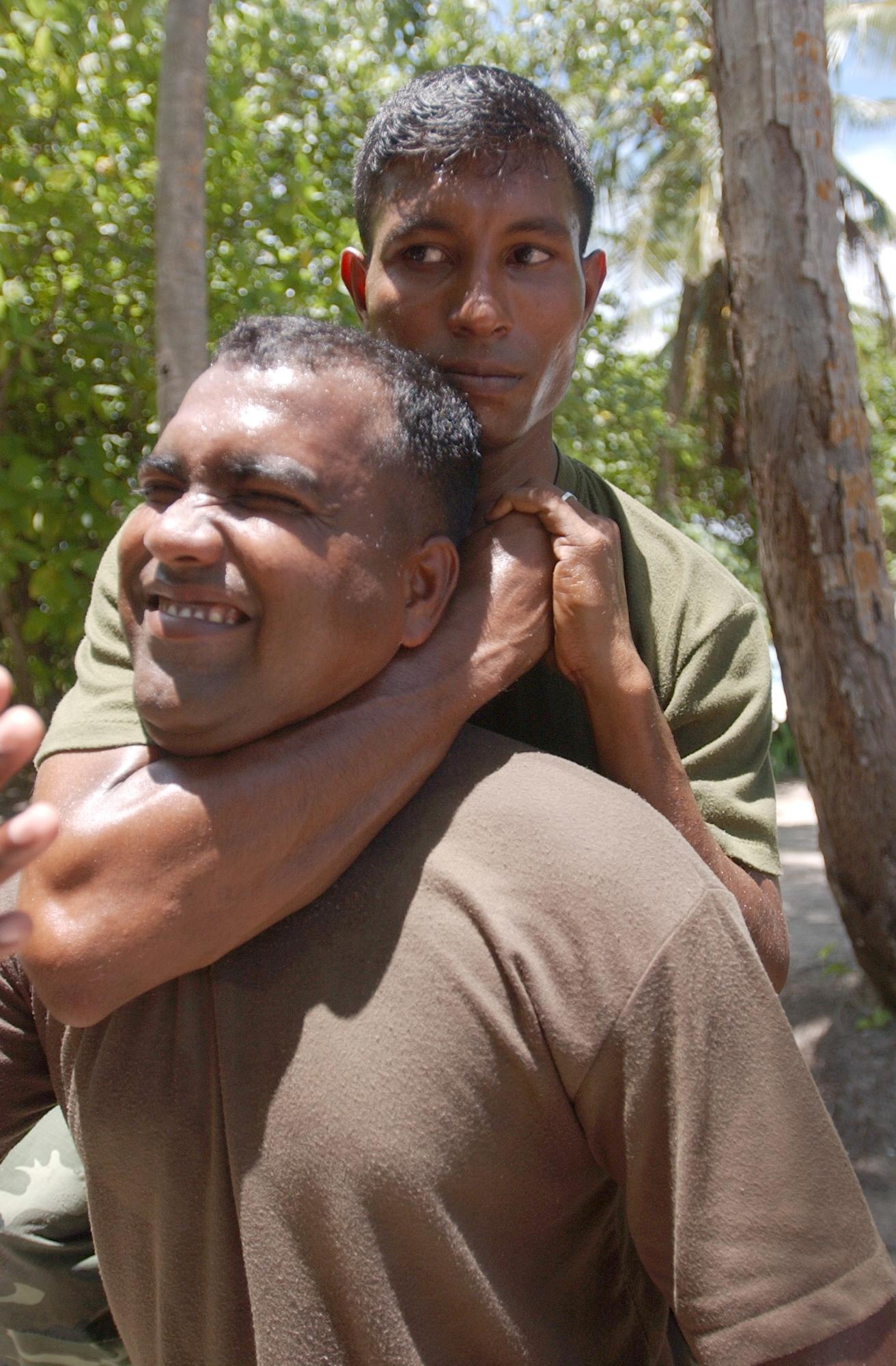
Strypning på Maldiverna 2002.

Strypning är en form av strangulation som ofta leder till offrets död. Exempelvis tillsnörs halsen med hjälp av ett strängformigt föremål, såsom vid hängning, men med den skillnaden att en annan kraft än kroppens egen tyngd medför snarans åtdragande. Strypningen kan också verkställas genom att luftvägarna blockeras genom att halsen sammantrycks med händerna. I de flesta fall av strypning med snara är det mord, även om självmord genom dylik strypning förekommit. Vid strypning med handen är det nästan uteslutande mord eller dråp. Vid strypning inträffar döden genom kvävning på liknande sätt som vid hängning.
Vid strypning visar den döda kroppen tecken på kvävningsdöd. Dessutom visar halsens yttre vanligen märken efter det föremål som kommit till användning. Strypning med handen lämnar exempelvis oftast märken efter fingrar och naglar på halsen.